# 西迪馬魯夫區

36°38′51″N 6°16′21″E / 36.6475°N 6.2725°E
西迪馬魯夫區（阿拉伯语：‎），是阿爾及利亞的行政區，位於該國東北部，由吉傑勒省負責管轄，首府設於西迪馬魯夫，面積137平方公里，1998年人口29,456人，人口密度每平方公里220人。